# Microcosmus anchylodeirus
Microcosmus anchylodeirus is een zakpijpensoort uit de familie van de Pyuridae. De wetenschappelijke naam van de soort is voor het eerst geldig gepubliceerd in 1883 door Traustedt.